# Psectra claudiensis
Psectra claudiensis is een insect uit de familie van de bruine gaasvliegen (Hemerobiidae), die tot de orde netvleugeligen (Neuroptera) behoort. 
Psectra claudiensis is voor het eerst wetenschappelijk beschreven door New in 1988.